# Магжан Жумабаєв
Магжан Жумабаєв (1893—1938) — казахський письменник, публіцист, педагог, один із засновників нової казахської літератури.

## Життєпис

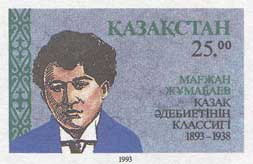
Поштова марка до сторіччя Магжана Жумабаєва, 1993

Магжан Жумабаєв народився 1893 року і виріс у заможній багатодітній казахській сім'ї. Його батько Бекен був пращуром Жумабай-хаджі, Шонай, Утеген, Утеміс — відомих, знатних людей з підроду Құдайберд роду атигай племені Аргин. Бекен від своєї першої дружини — узбечки Гульсум — мав сімох хлопчиків і двох дівчаток: Мусилима, Кахармана, Магжана, Мухаметжана, Салтая, Галижана, Сабиржана, Гуляндан, Гульбарам. Завдяки турботі батька всі діти отримали необхідну початкову освіту. Він мав племінника Шаміля, якого хотів зробити спадкоємцем
1905—1910 рр. — навчання в медресе Петропавловська, де викладали арабську, перську, турецьку мови.
1910—1911 рр. — навчання в медресе «Галія» в Уфі, серед наставників — класик татарської літератури Галімджан Ібрагімов.
У 1912 році в Казані виходить його перша поетична збірка «Шолпан» арабським шрифтом казахською мовою. Він здобув популярність серед казахської інтелігенції.
1913—1916 рр. — навчання в Омській вчительської семінарії (у класі з Сакеном Сейфулліним, закінчує семінарію з золотою медаллю.
Велику участь у його долі взяли академік Григорій Миколайович Потанін, поет і вчений Миржакіп Дулатов і директор семінарії Олександр Микитович Сидельников. Зокрема, Г. М. Потанін після перших зустрічей з Магжаном передбачив, що юнак у майбутньому стане другим Чоканом Валіхановим.
Магжан Жумабаєв згодом став найбільшим тюркологом, істориком, лінгвістом, педагогом, автором підручників з казахської мови та літератури, книги «Педагогіка».
В 1917 році на Другому всекиргизькому з'їзді в Оренбурзі обраний з Ахметом Байтурсиновим до складу комісії зі створення шкільних підручників.
На початку 1918 року поет був заарештований представниками партії «Уш жуз» і майже 7 місяців просидів у в'язниці Омська. Тут він написав повний смутку і страждання вірш: «Жан-жарым-ди бір суйеін тусімде» («Поцілую улюблену уві сні»), присвячену молодій дружині (Магжан перед закінченням семінарії одружився з внучатою племінницею Чокана Валіханова Зейнеп, яка померла при пологах).
У 1918 році Магжан Жумабаєв відкрив в Омську і Петропавловську курси казахських вчителів і став їх директором.
У 1922 році запрошений головою Раднаркому Туркестанського краю Тураром Рискуловим викладати в Казахсько-киргизькому інституті освіти в Ташкенті. Активно Магжан Жумабаєв співпрацював у газетах і журналах («Акжол», «Сана», «Шолпан» тощо), опублікував багато віршів та поем, а також ряд дослідницьких літературних робіт. Випустив другий збірник віршів і поем у Ташкенті і видав в Оренбурзі фундаментальну наукову працю «Педагогіка».
У 1923 році на запрошення наркома освіти РРФСР Анатолія Луначарського викладав східні мови в Комуністичному університеті трудящих Сходу.
Одночасно в 1923-1926 роках Магжан Жумабаєв навчався в Московському літературно-художньому інституті, очолюваному Валерієм Брюсовим. У Москві перекладає казахською мовою твори Лермонтова, Кольцова, Бальмонта, Мережковського, Вс. Іванова, Маміна-Сибіряка, Горького, Блока, а також вірші і поеми Гете, Гейне та інших поетів світу.
«Магжан Жумабаєв має для казахського народу таке ж значення, яке Шекспір для англійців, а для росіян — Пушкін».

//Академік АН Казахської РСР Алкей Маргулан.
«Його називали казахським Пушкіним, порівнювали з Байроном і Шекспіром, говорили, що зовні він чимось навіть схожий на Сергія Єсеніна — то хвилями кучерявого волосся, лише не русявого, а чорного, як смола, то відкритою, як північноказахстанський степ, і розхристаній назустріч самого життя щирістю в очах, тільки не синіх і пустотливих, а темних, як степова ніч, і здається, трохи підкреслених серпанком смутку, що вранці танула над повстю юрт його рідного аулу, то по-єсенінськи пронизливими до сліз, повними найглибшого ліризму віршами, музика яких зрозуміла душі» (В. Шестеріков).
У 1927 році, закінчивши навчання, повернувся до Казахстану, працював учителем.
Після цього через деякий час Магжана Жумабаєва засуджено до смертної кари, і 19 березня 1938 року він загинув у 44-річному віці.

## Політична діяльність
Влітку і взимку 1917 року в Оренбурзі Магжан Жумабаєв брав участь у створенні партії «Алаш» і уряду «Алаш-Орда» на обох Загальноказахських з'їздах, як делегат від Акмолинської області.

## Створення Спілки письменників Казахстану

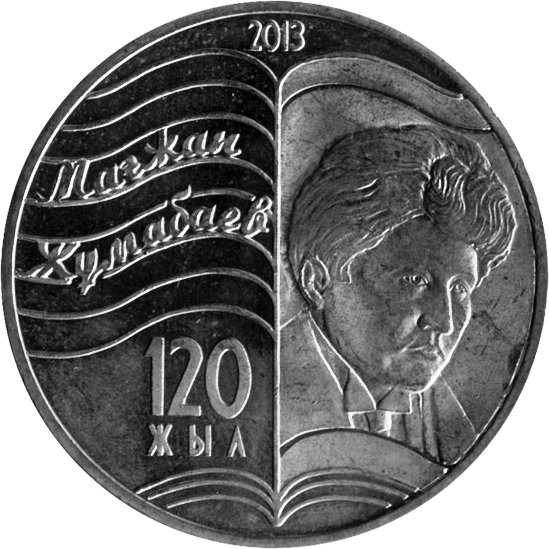
Пам'ятна монета, присвячена 120-річчю М. Жумабаєва

У 1923 році поет Магжан Жумабаєв був направлений з Туркестанської Республіки до Москви на навчання у Вищому літературно-художньому інститут В. Брюсова, де познайомився з діяльністю письменницьких об'єднань і, зокрема, Спілки поетів. Ним було задумано створення літературного об'єднання казахських письменників, яке він назвав «Алка» («Колегія») і написав програму організації. Вона була направлена поштою для ознайомлення літераторам, що жили в різних містах. Програма «Алка» схвалювалась в листуванні, але не була прийнята, оскільки не було загальних зборів. «Алка» організаційно залишилася неоформленою.
Цей намір створити літературне об'єднання було визнано більшовицькою владою ознакою націоналізму, спробою алашординців реанімуватися і шкодити радянському ладу. Разом з тим, ідея М. Жумабаєва об'єднати поетів і письменників Казахстану пізніше виразилася в створенні Союзу письменників Казахстану влітку 1934 року за три місяці до відкриття першого з'їзду письменників СРСР. Але згодом його засновники Сакен Сейфуллін та Ільяс Джансугуров були репресовані й розстріляні в 1937—1938 роках.

## Репресії та реабілітація
Жумабаєва, як алашординца, пантюркиста та японського шпигуна, заарештували в Петропавловську, а потім засудили на 10 років позбавлення волі. До суду він перебував у Москві, в Бутирці, а термін відбував у Карелії і Архангельській області, зокрема, в сумно відомому СЛОНі. У 1934 році він написав листа М. Горькому та Є. Пєшковій. У 1936 році завдяки їхнім клопотанням Жумабаєв був достроково звільнений з Свірського табору політв'язнів.
Але через півтора року, 30 грудня 1937 року був знову заарештований в Алма-Аті і розстріляний НКВС 19 березня 1938 року.
Більше 20 років його друга дружина Зулейха зберігала на горищі архів поета, вірячи у відродження Магжана. Нарешті 8 липня 1960 року рішенням військового трибуналу Туркестанського військового округу агжан Жумабаєв був посмертно реабілітований. Його вірші повернулися до читача.

## Ушанування пам'яті

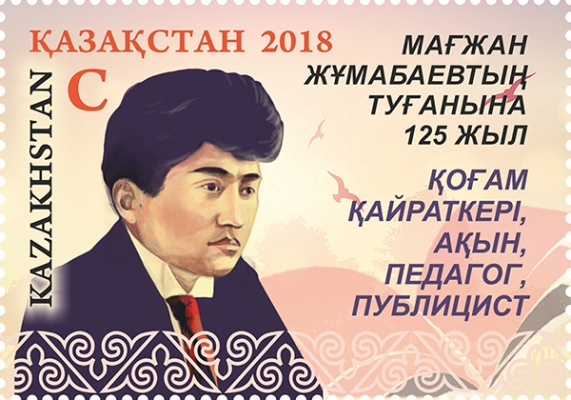
Пам'ятна поштова марка до 125-річчя Жумабаєва

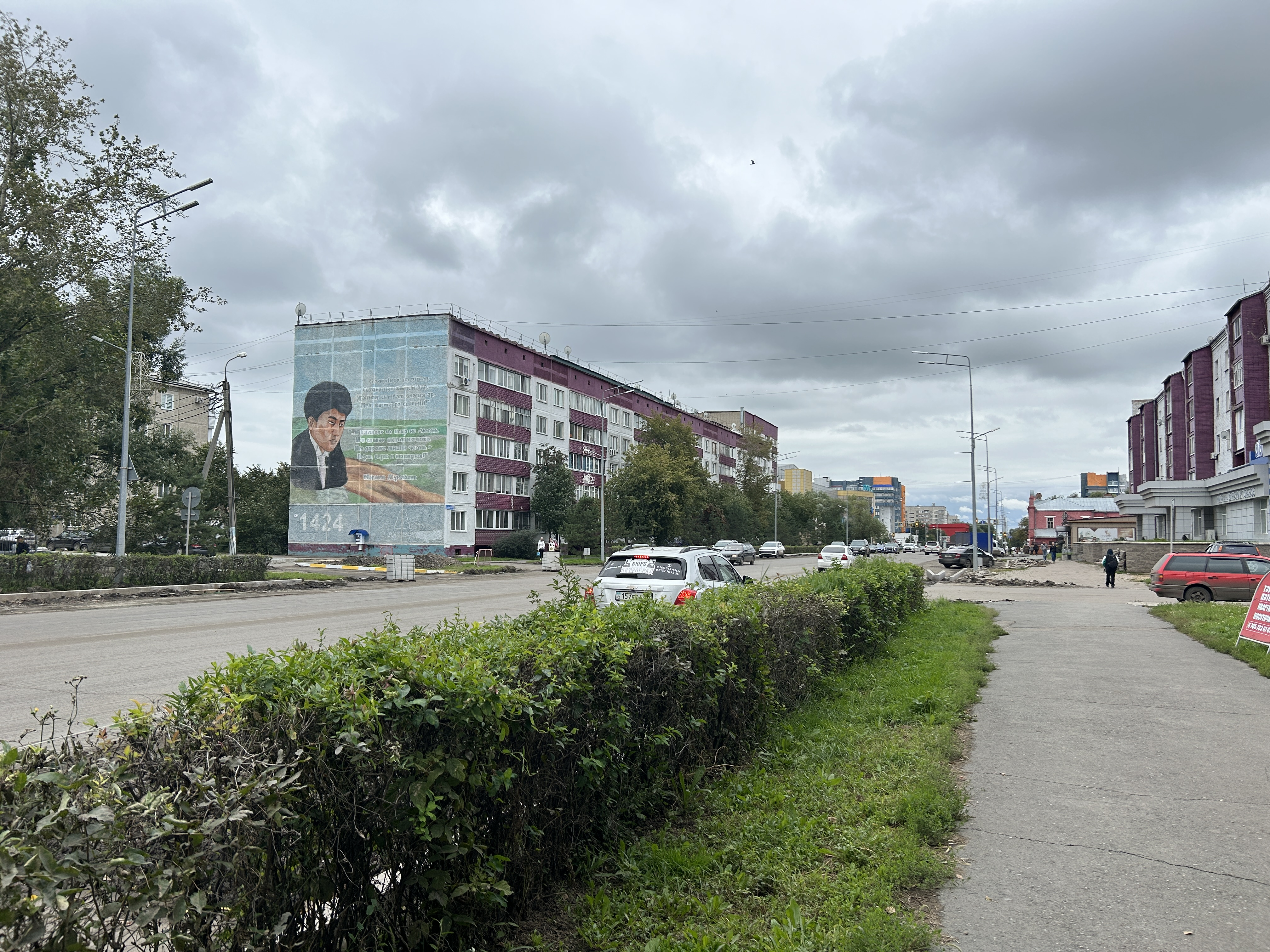
Magzhan Zhumabaev Street, Petropavl, September 2024

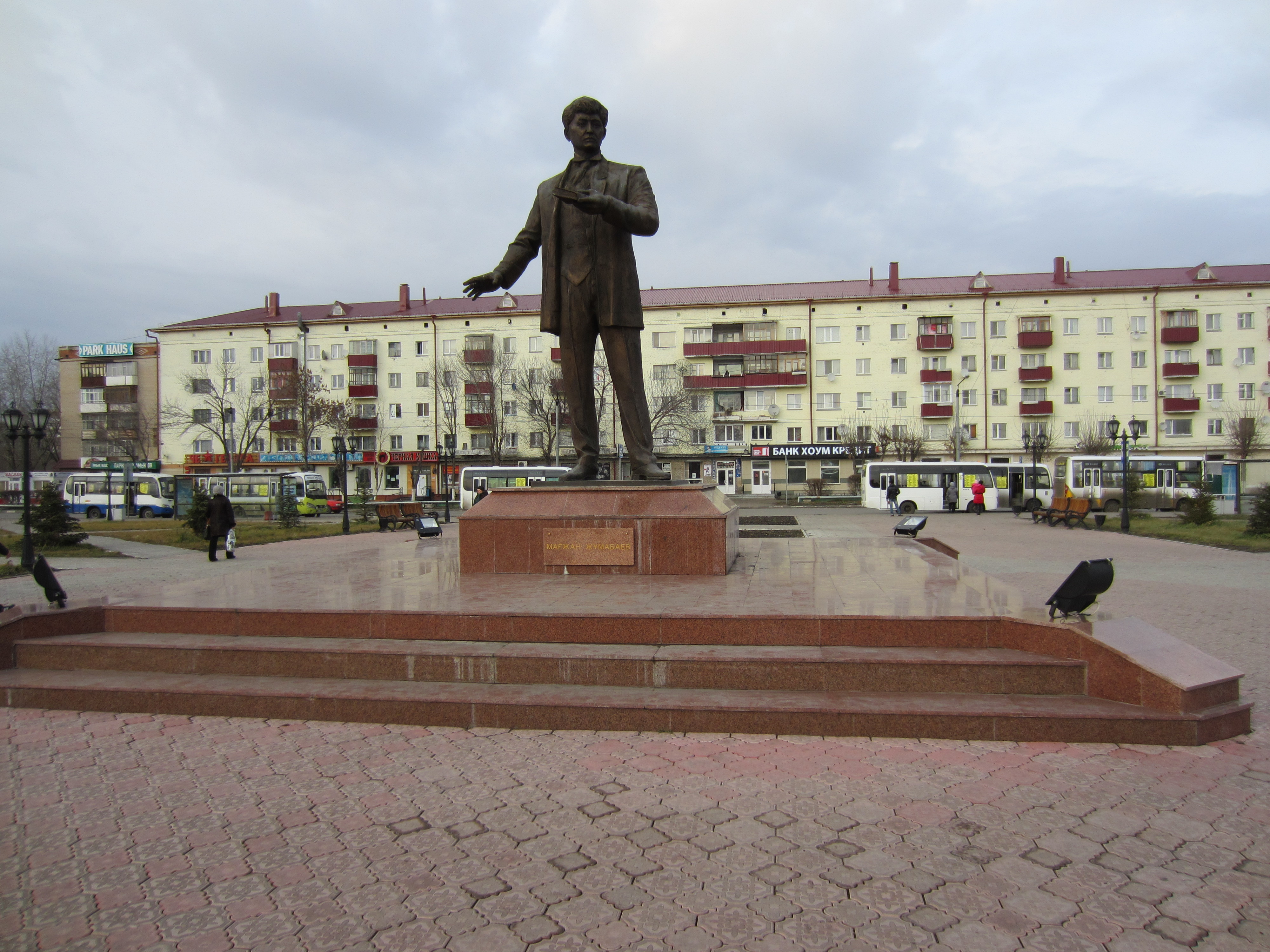
Petropavl-statue

У 1993 році до його сторіччя в Петропавловську встановлено пам'ятник Магжану Жумабаєву, де він сидить з соколом на плечі.
У 2000 році в місті Булаєвому відкрито погруддя Жумабаєва, а в 2003 році в селі Саритомарі району Магжана Жумабаєв — пам'ятник поету.
Ім'я поета також носить середня школа № 39 міста Шимкента, у дворі якої встановлено його бюст. Школа № 39 міста Караганда, школа № 19 міста Талдикоргана названа на честь Магжана Жумабаєва. На подвір'ї школи-гімназії № 15 міста Туркестан встановлено погруддя поета до сорокаріччя школи .
Ім'ям поета названо вулиці в Астані, Алматі, Кокшетау та Петропавловську.
До 100-річчя та 125-річчя поета Казпошта випустила пам'ятні поштові марки. У 2014 році Нацбанк Республіки Казахстан випустив пам'ятну монету на честь 120-річчя Магжана Жумабаєва.

## Літературні твори
Вірші:
- Хто я?
- Вогонь
- Рідна земля
- Сповідь
- Туркестан
- Люблю
- Слово кульгавого Тимура
- Місяці
- Намистом — місяць і зорю на кільце
- На літній дорозі
- Зимова дорога
- Господь великий
- Вітер
- Сонячний зайчик
- Метелик
- Берніязу
- Ураганна ніч
- Загадка
- Гульсум-ханум
- Соловей
- Сумна пісня
- Дещо за Фетом
- Онук і бабуся
- Братам з Сир-дар'ї
- Бажання
- Пророк
- Упокій мене, смерть упокій
- Осінній день
- Олександр Блок
- Гульсум
- Схід
- Поганяй конячку, Сарсенбай!
- Юній красуні
- Кохав я в той момент
- В годину розлуки
- Осінь
- Сон
- Навесні
- Пісня війна
- Мечеть і в'язниця
- Ціна колишнього
- Свобода
- Цигарка
- Берізка
- Пасма чорного волосся
- Посвята
- Швидко полечу
- М. Дулатов на вихід з в'язниці
- Прощальне
- Думка — це отрута
- Ошукана красуня
- Я Вам поверяю
- Ода дієслівній римі
- Дружба і сльози
- Сучасний поет
- О, пане!
- Дзвін-передзвін, передзвін
- Хвиля
- Літо настає
- На Волзі
- У Приволжжі
- Козел
- Недуга
- Зіркам
- Годинник
- Дол золотий
- Батир Баян
- На кручі Окжетпеса

## Праці

### Наукові праці
- Жумабаев М. «Педагогика»(Научные статьи), Оренбург, 1922.
- Жумабаев М. «Педагогика», Алматы, 1993 г.

### Поетичні видання
- «Шолпан» (Стихи), Казань, издательство Каримовых, 1912.
- «Стихи Магжана Жумабаева», Ташкент, 1923.
- Магжан Жумабаев. «Шығармалары» (Произведения). Алма-Ата: Ин-т лит. и искусства АН КазССР, 1989.
- М. Жумабаев. Изб, Алма-Ата, «Жазушы», 1989.
- Жумабаев М. Стихи. Буклет. (К 100-летию поэта. Переводы на русский. Сост. К. Бакбергенов). Алматы: Жазушы, 1993.
- М. Жумабаев. Избранное (в 3 томах). Алматы, «Білім

### Збірка творів
- Жумабаєв Магжан. Збірка творів у 3-х томах. Алмати, Жазушы, 2002.

## Кіно
- 1990 — «Мағжан» — «Магжан» («Казахтелефільм», реж. Каліла Умаров). Документальний фільм про великого казахському поета Магжане Жумабаєва.
- 1993 — фільм «Батир Баян» («Казахфільм», реж. Сламбек Таукел) за мотивами однойменної поеми Магжана Жумабаєва про реальну історичну особу, одному з героїв 200-літньої війни казахів з джунгарами.